# برييتس
بريتتس (بالألمانية: Preetz) هي بلدة ألمانية تقع في ألمانيا في شليسفيغ هولشتاين. يقدر عدد سكانها بـ 15,835 نسمة .

## أعلام
- أول فيرنر
- سابين كريستيانسن
- فلوريان ماير
- يوهانس رينكه
- أليسون ماك